# Space Race (відеогра)
Space Race (досл. укр. «Космічна гонка») — аркадна відеогра від «Atari», друга після «Pong» (1972). Випущена 16 липня 1973 року, на початку комерційного успіху індустрії відеоігор. За допомогою джойстика гравці керують космічними кораблями, які повинні долетіти до верху екрана, уникаючи зіткнення з астероїдами. «Space Race» перша аркадна гоночна відеогра й першою з ціллю перетнути екран, уникаючи перешкод.[⇨]
1972 року, з назвою «Asteroid», розробка була розпочата співзасновниками «Atari» — Ноланом Бушнелл і Тедом Дебні. Планувалося швидко випустити відеогру для контракту з «Bally Midway». Остаточний дизайн створений Дебні, з допомогою Бушнелла та Аллана Алкорна, який також займався інженеруванням і створенням прототипів. Спочатку було виготовлено п'ятдесят аркадних автоматів зі склопластику. Однак це вимагало великих затрат і подальше виробництво було переведено на дешевий і стандартний їх дизайн. 1973 року «Bally Midway» випустили «Asteroid», а трохи пізніше відбувся реліз ідентичної копії «Space Race» від «Atari». Відеогра не стала комерційно успішною. Бушнелл заявив, що вона була не так популярна як «Pong». «Midway» заявив, що випуск «Space Race» порушив контракт «Atari» з ними на «Asteroid». Atari згодився відмовитися від роялті на «Asteroid» і компанії змогли домовитися.[⇨]

## Ігровий процес

Ігровий процес «Space Race» з таймером та другим гравцем у лідерах.

«Space Race» — аркадна відеогра для двох гравців, які керують космічними кораблями. Щоби перемогти потрібно пролетіти з нижньої частини екрану вгору. Дорогою розташовуються тире, астероїди, що рухаються зліва направо. Гравці повинні уникати перешкоди. Під час зіткнення з ними корабель зникає на кілька секунд та опиняється знову внизу екрана.
Космічний простір представлений чорним фоном. Для кожного гравця унизу екрана показуються бали, що нараховуються за кожну перемогу в окремій гонці. Кожна гра розрахована на певний час. Таймером є біла лінія в центрі, яка скорочується впродовж гонки. Переможцем стає гравець, що отримав найбільше балів. Кожна гра коштує четвертак. Аркадні автомати можуть бути налаштовані на один чи два раунди, а таймер у кожній регулюється від 45 секунд до 3 хвилин.

## Розробка
Розробка «Space Race» розпочалася влітку 1972 року, незабаром після заснування «Atari», під назвою «Asteroid». Співзасновники Нолан Бушнелл і Тед Дебні мали первісну ідею для аркади під час розробки 1971 року «Computer Space», однак було вирішено зробити складнішу гру першою. Після виходу з компанії «Nutting Associates» та заснування «Atari» в травні 1972 року Бушнелл витратив кілька днів на розробку «Asteroid», але незабаром йому довелося кинути проект, щоби зосередитися на управлінні компанією. Після виходу «Pong», першої відеогри «Atari», розробка відновилася навесні 1973 року. Дебні був відповідальний за фінальний дизайн, хоча дизайнер «Pong» Аллан Алкорн заявив, що він і Бушнелл, можливо, також були залучені в цьому. «Астероїд» під кодовою назвою «VP-2» був розроблений як перегони та створена для виконання попереднього контракту з «Bally Midway». Хоча спочатку «Atari» пропонував «Pong», але її відхилили. Компанія також була зацікавлена в створенні відеогри, яка буде відрізнятися від попереднього успіху. Вони вважали, що інноваційний дизайн відокремить їх від конкурентів і затопленого клонами «Pong» ринку, а не створення нових відеоігор.
Інженеруванням та прототипуванням для «Asteroid» займався Алкорн. Гра повністю закодована на дискретних електронних компонентах, як і ранні відеоігри «Atari». Графіка була представлена простими лінійними елементами. Винятком був лише космічний корабель, який генерувався на основі діодів на друкованій платі, розташованих у формі половини корабля. Він дзеркально показується на екрані, подібно до діодної матриці в «Computer Space», який генерував вісім напрямків для обертання корабля з дзеркальними чотирма зображеннями. Відеогру швидко закінчили й Алкорн прийнявся до розробки «Gotcha!». Після завершення розробки дизайн «Asteroid» передали «Midway», а вже 16 липня 1973 року «Atari» випустила ідентичну версію під назвою «Space Race».
Автомати для Space Race були розроблені зі склопластику Джорджем Фарако, дизайнером продуктів «Atari». Вони були першими з логотипом «Atari» та нагадували автомати «Computer Space». Проте похила і висока конструкція була достатньо оригінальною, тому Бушнелл розглядав можливість її використання і для «Pong». Після виготовлення 50 одиниць, виробничі затрати виявились занадто високими, і дизайн змінили на традиційну прямокутну. Фінальна версія автомата важить понад 200 фунтів (91 кг) та висотою 5 футів (1,5 м). Пізніше Бушнелл заявив, що форми для виготовлення автоматів зі склопластику коштують US$2000, а через складну конструкцію виготовляється лише одна одиниця на день. «Atari» зрозуміли, що затрати на повноцінне виробництво з прийнятним для них використанням часу не виправдовує їх очікування. Фінальний аркадний автомат для «Space Race» повторно використали для «Pong Doubles» зі чотирма гравцями.

## Сприйняття
«Space Race» не стала комерційно успішною. Нолан Бушнелл заявив, що відеогра «для широкої аудиторії не була такою успішною, як „Pong“». Ральф Беер стверджував, що було продано приблизно 1500 одиниць. Проте це надихнуло до створення ігор-клонів, як «Astro Race» від «Taito». «Midway» заявив, що випуск Space Race порушив контракт «Atari» з ними на «Asteroid». Компанії змогли домовилися після відмови «Atari» від трьох відсотків роялті за аркадні автомати «Asteroid».
Хоча «Space Race» була популярна як друга відеогра «Atari», проте на ринку продовжували домінувати клони «Pong», яка розміщувалася на четвертому місці в релізах 1973 року. «Space Race» же розташовувалася лише на чотирнадцятому місці, а перед нею були клони інших відеоігор.
Space Race стала першою аркадною гоночною відеогрою, а також першою грою з ціллю перетину екрану, уникаючи перешкод, хоча в 1972 році було випущено кілька гоночних ігор для домашньої консолі відеоматеріалів «Magnavox Odyssey».
 І лише 1981 року вийшли в цьому жанрі аркади «Frogger» та «Freeway» для Atari 2600. Аналогічна розширена версія «Space Race» була опублікована «ANALOG Software» у 1981 році для 8-бітного сімейства комп'ютерів «Atari» як «Race in Space».